# Катастрофа Boeing 737 в Вашингтоне
Катастрофа Boeing 737 в Вашингтоне — крупная авиационная катастрофа, произошедшая в среду 13 января 1982 года. Авиалайнер Boeing 737-222 авиакомпании Air Florida выполнял регулярный рейс QH90 (позывной — Palm 90) по маршруту Вашингтон—Тампа—Форт-Лодердейл, но через 22 секунды после взлёта в условиях сильного снегопада внезапно перешёл в сваливание и, потеряв высоту, врезался в загруженный автомобилями пролёт Моста 14-й улицы, проходящего через реку Потомак и соединяющего Вашингтон с Арлингтоном, после чего рухнул на лёд реки и ушёл под воду. В катастрофе погибли 78 человек — 74 человека на борту самолёта из 79 (74 пассажира и 5 членов экипажа) и 4 человека на мосту; ещё 9 человек получили ранения — 5 человек на борту самолёта (1 член экипажа и 4 пассажира) и 4 на мосту.
Катастрофа произошла в 3 километрах от Белого Дома и недалеко от Пентагона и мемориала Джефферсону.

## Сведения о рейсе 090

### Самолёт
Boeing 737-222 (регистрационный номер N62AF, заводской 19556, серийный 130) был выпущен в 1969 году (первый полёт совершил 15 февраля). В тот же день был передан авиакомпании United Airlines (борт N9050U). 28 июля 1980 года был куплен авиакомпанией Air Florida и получил бортовой номер N62AF. Оснащён двумя турбореактивными двигателями Pratt & Whitney JT8D-7B. На день катастрофы 12-летний авиалайнер совершил 29 549 циклов «взлёт-посадка» и налетал 23 608 часов.

### Экипаж
Самолётом управлял опытный экипаж, состав которого был таким:
- Командир воздушного судна (КВС) — 34-летний Ларри М. Уитон (англ. Larry M. Wheaton). Опытный пилот, проработал в авиакомпании Air Florida 3 года и 3 месяца (с октября 1978 года). Управлял самолётами Douglas DC-3 и McDonnell Douglas DC-9. В должности командира Boeing 737 — с 24 апреля 1981 года (до этого управлял им в качестве второго пилота). Налетал свыше 8300 часов, 1752 из них на Boeing 737 (свыше 1100 из них в качестве КВС).
- Второй пилот — 31-летний Роджер А. Петтит (англ. Roger A. Pettit). Опытный пилот, проходил службу в ВВС США (с октября 1977 года по октябрь 1980 года), где пилотировал истребитель F-15. 3 октября 1980 года устроился в авиакомпанию Air Florida вторым пилотом Boeing 737, проработал в ней 1 год и 3 месяца. Налетал 3353 часа, 992 из них на Boeing 737.

В салоне самолёта работали три стюардессы:
- Донна Ш. Адамс (англ. Donna Ch. Adams), 23 года — старшая стюардесса. В Air Florida с 30 июня 1978 года.
- Мэрилин Николc (англ. Marilyn Nichols), 25 лет. В Air Florida с 16 ноября 1979 года.
- Келли Данкан (англ. Kelly Duncan), 22 года. В Air Florida с 15 сентября 1979 года.

## Хронология событий

### Задержка вылета
Boeing 737-222 борт N62AF, выполняя рейс QH95, приземлился в Национальном аэропорту Вашингтона в 13:29 и встал у гейта №12. Далее авиалайнер должен был выполнять рейс QH90 в Форт-Лодердейл с промежуточной посадкой в Тампе, а время вылета из Национального аэропорта Вашингтона по расписанию составляло 14:15. Однако из-за сильного снегопада Национальный аэропорт был закрыт для вылетов с 13:38 по 14:53, в связи с чем вылет рейса 090 был задержан.
В 13:59:21 рейс 090 запросил и получил разрешение на выполнение полёта по приборам и начало погрузки. Погрузка производилась примерно с 14:00 до 14:30, на его борту находились 5 членов экипажа и 74 пассажира (71 взрослый и 3 младенца). Примерно в 14:20 по запросу экипажа 21-й обслуживающий персонал авиакомпании American Airlines, Inc. начал очищать левую сторону самолёта от льда, используя для этого телескопический трап D40D (на автомобильном ходу). Для обработки использовалась жидкость «Union Carbide Aircraft Deicing Fluid II PM 5178». Как утверждал оператор трапа, командир самолёта сказал ему, что заинтересован в очистке самолёта к открытию аэропорта в 14:30, чтобы можно было встать в очередь на взлёт. По сообщениям обслуживающего персонала, самолёт был покрыт слоем снега толщиной около полдюйма (1—1,5 см), прежде чем началась обработка. Однако когда жидкостью было обработано около 3 метров поверхности, командир рейса 090 прервал работы, так как стало известно, что в 14:30 аэропорт не откроется. В это же время экипаж сообщил представителю авиакомпании Air Florida, что у 11 других самолётов в аэропорту изначально был приоритет по вылету и есть ещё 5—6 самолётов, у которых могут пересмотреть приоритет и поставить перед рейсом 090.
Примерно в 14:45—14:50 командир запросил возобновление процедур по очистке льда. В первую очередь были начаты работы по обработке левой стороны самолёта. По данным оператора, удаление льда с колёс, фюзеляжа, крыла, хвостового оперения, пилонов и передней части двигателей производилось горячим раствором, содержащим 30—40% гликоля и 60—70% воды. Никакого аэрозоля после такой обработки не применялось. Выбор раствора был основан на прогнозе погоды, полученном American Airlines — температура воздуха 24°F (-4,5°C) и сильный снегопад. Наиболее тщательно рабочие старались обработать шарниры управляющих поверхностей хвостового оперения, чтобы не было никакого льда и снега в этих критически важных точках. Левая сторона самолёта была обработана большим количеством раствора в связи с тем, что снега на ней было больше.
Работы по очистке левой стороны самолёта от льда производились с примерно 14:45 до 15:00, после чего механику было доложено об очистке левой стороны от льда. Обработка правой стороны велась вспомогательным персоналом и осуществлялась горячим раствором, содержащего 20—30% гликоля и 70—80% воды, который был выбран на основании данных о температуре воздуха 28°F (-2°C, фактическая — 24°F или −4,5°C). Обработаны данным раствором были последовательно хвостовое оперение, хвостовая часть фюзеляжа, верхняя средняя часть фюзеляжа, крыло (от передней кромки к задней), передняя часть двигателей, законцовки крыла и носа. Затем обслуживающий персонал осмотрел авиалайнер и, как утверждалось, никаких отложений льда или снега не обнаружил. В 15:10 очистка рейса 090 от снега и льда была завершена. Сам перрон, на котором стоял самолёт, в это время был покрыт слоем снега толщиной около 5—8 сантиметров.

### Отправление от гейта
В 15:15 двери самолёта были закрыты, телескопический трап был отведён. Командир рейса 090 спросил у стоящего близ основной двери менеджера авиакомпании Air Florida, сколько снега на самолёте, на что тот ответил о лёгком снеге на левой плоскости крыла от законцовки до двигателя, тогда как область от двигателя до фюзеляжа чистая. Сильный снегопад в это время ещё продолжался.
Рядом с самолётом в это время наготове стоял аэродромный тягач, готовый в любой момент отодвинуть авиалайнер от гейта №12. По показаниям водителя тягача, один из членов экипажа сказал, что башня свяжется и сообщит, когда можно будет начать буксировку. Затем в 15:16:45 рейс 090 связался с диспетчерской вышкой:
| 15:16:45 | Рейс QH90     | Земля, Палм девяносто хочет встать в очередь, мы готовы.                                   |
|          | Авиадиспетчер | Вы готовы к буксировке?                                                                    |
| 15:16:37 | Рейс QH90     | Подтверждаю.                                                                               |
| 15:17:01 | Авиадиспетчер | Окей, Палм девяносто, буксировку одобряю, отлично. Оставайтесь на месте, я с вами свяжусь. |
| 15:23:37 | Авиадиспетчер | Палм девяносто, буксировка разрешена.                                                      |

В 15:25 тягач попытался отвести рейс 090 назад от перрона, но к тому времени смесь снега, льда и гликоля на покрытии перрона смёрзлись. Так как тягач не был оборудован цепями, то он не смог сдвинуть самолёт. Тогда экипаж предложил дополнительно использовать реверс двигателей, на что водитель передал, что это противоречит политике American Airlines. Тем не менее, экипаж запустил двигатели и развернул реверс. В сложившейся ситуации водитель тягача посоветовал перевести двигатели в режим малого газа. По показаниям свидетелей, в режиме реверса двигатели работали от 30 до 90 секунд и при этом персоналы авиакомпаний Air Florida и American Airlines наблюдали поднятые снег и/или слякоть в носовой части самолёта. Также один из свидетелей заявил, что наблюдал у входного направляющего аппарата двигателя №1 (левого) завихрение воды. Несколько сотрудников Air Florida утверждали, что наблюдали, как в районе левого двигателя в радиусе от 2 до 4,5 метров оплавился снег. Под правым двигателем никто ничего подобного не наблюдал. Применение реверса однако не помогло сдвинуть авиалайнер, поэтому двигатели были остановлены, а реверсы развёрнуты обратно.
После остановки двигателей механик American Airlines осмотрел их входные направляющие аппараты на предмет наличия льда или снега, но ничего такого не обнаружил. Находящиеся близ двигателей сотрудники Air Florida и American Airlines утверждали, что снега, слякоти, воды или льда на плоскостях крыла в это время не наблюдалось. Но в 15:33 когда отцепили первый тягач и вместо него поставили другой, в пассажирском терминале между гейтами №11 и №12 и в около 8 метрах от самолёта находился помощник менеджера базы Air Florida, который мог наблюдать верхнюю часть фюзеляжа и около ¾ левой плоскости. Так вот он утверждал, что наверху фюзеляжа был небольшой слой снега, который не выглядел тяжёлым. Ещё снег находился на носу и колпаке радиолокатора до нижней части ветрового стекла, а также лёгкий слой снега был на левой плоскости.
В 15:35 рейс 090 без дополнительных сложностей был отбуксирован от гейта. После отсоединения тягача экипаж произвёл перезапуск двигателей, а упорные реверсы убраны. В 15:38 самолёт был готов следовать к началу полосы.

### Следование к взлётной полосе
В 15:38:16 второй пилот зачитывал контрольную карту после запуска двигателей и дошёл до пункта «Противообледенители», на что командир ответил: Отключены. В 15:38:22 диспетчер предупредил рейс 090, что те находятся на пути отъезжающего от гейта самолёта авиакомпании American Airlines, на что экипаж сообщил, что они готовы к рулению. Тогда диспетчер дал указание следовать за самолётом McDonnell Douglas DC-9 авиакомпании New York Air, что было подтверждено в 15:38:47. В это время отправления от перрона ожидали 16 авиалайнеров.
Как зафиксировал речевой самописец, в 15:40:15 КВС сказал: Вернуться к ангару, чтобы счистить лёд?. Второй пилот ответил: Да, определённо. Далее КВС сказал неразборчивый комментарий, который однако содержал «счистить лёд», на что второй пилот ответил: Да, это о нём. Затем в 15:40:42 второй пилот продолжил: Это было в то время, когда с нас счищали лёд. В 15:46:21 командир сказал: Знаешь, с нашего лобового стекла удалили лёд, не знаю насчёт наших крыльев. На это второй пилот ответил: Хорошо, всё что надо, это внутренняя часть крыльев, на законцовках при восьмидесяти в любом случае сбросит, как и всё что там может быть постороннего. В 15:47:32 КВС попытался осмотреть крыло, после чего сказал, что на крыле с его стороны совсем немного.
В 15:48:59 второй пилот спросил: Вы видите разницу между левым и правым двигателями?. Когда командир дал утвердительный ответ, второй пилот прокомментировал: Не знаю, почему такая разница. Температура в правом меньше, чем когда были на стояночном. В 15:53:21 второй пилот сказал: Мальчик, всё это удаление льда здесь — проигранная битва, дающая нам лишь ложное чувство безопасности. Обсуждение пилотами вопросов по борьбе с обледенением продолжалось до 15:54:04.

### Катастрофа
В 15:57:42, когда лайнеру авиакомпании New York Air было дано разрешение на взлёт, экипаж рейса 090 начал зачитывать контрольную карту перед взлётом. Давление двигателя (EPR) было определено как 2,04, скорость V1 — 255 км/ч, VR — 259 км/ч, V2 — 266 км/ч. Взлёт должен был выполняться под управлением второго пилота, который между 15:58:26 и 15:58:37 обратил внимание на наличие слякоти на ВПП.
В 15:58:55 рейсу QH90 было дано разрешение занимать исполнительный старт в начале взлётной полосы №36 длиной 4,02 километра, и быть готовым к немедленному взлёту, что экипаж подтвердил в 15:58:58. Как только самолёт вырулил на ВПП, авиадиспетчер сразу передал: Палм девяносто, взлёт разрешён. Также в 15:59:28 рейсу 090 было сказано не задерживаться со взлётом, на что в 15:59:46 экипаж передал: О'кей; это было последнее радиосообщение с рейса QH90.
Согласно записи речевого самописца, пилоты закончили читать контрольную карту перед взлётом в 15:59:22. Далее приведена стенограмма переговоров между командиром экипажа (КВС) и вторым пилотом (2П):
| 15:59:32 | КВС           | Ладно, дроссели ваши.                                                               |
| 15:59:35 |               | Нарастающий звук двигателей.                                                        |
| 15:59:49 | КВС           | Крикни, если нужны дворники.                                                        |
| 15:59:51 | КВС           | Настоящий холод, реально холодно.                                                   |
| 15:59:58 | 2П            | Боже, посмотри на это. Здесь что-то не так, не правда ли? Э-э, здесь что-то не так. |
| 16:00:09 | КВС           | Да, это, достигли восьмидесяти.                                                     |
| 16:00:10 | 2П            | Но, я не думаю, что это правильно. Эй, может быть, это.                             |
| 16:00:21 | КВС           | Сто двадцать.                                                                       |
| 16:00:23 | 2П            | Я не представляю.                                                                   |
| 16:00:31 | КВС           | V1. Есть, V2.                                                                       |
| 16:00:39 |               | Звук трясущегося штурвала (звучит вплоть до конца записи).                          |
| 16:00:41 | Авиадиспетчер | Палм 90, связь с пунктом контроля.                                                  |
| 16:00:45 | КВС           | Вперёд, вперёд, спокойно. Всё, что нам нужно, это пятьсот.                          |
| 16:00:48 | КВС           | Давай вперёд… вперёд, едва поднялись.                                               |
| 16:00:59 | КВС           | Сваливание, мы падаем!                                                              |
| 16:01:00 | 2П            | Ларри, мы идём вниз, Ларри…                                                         |
| 16:01:01 | КВС           | Я знаю!                                                                             |
| 16:01:01 |               | Звук удара.                                                                         |
| 16:01:03 |               | Конец записи.                                                                       |

Как только самолёт оторвался от взлетной полосы, нос резко задрался вверх и самолёт начало сильно трясти. Сразу включился автомат тряски штурвала, предупреждая об опасности сваливания. Пролетев от торца ВПП №36 около 1207 метров, на высоте 11,3 метров рейс QH90 врезался в пролёт Моста 14-й улицы (соединяет Вашингтон с округом Арлингтон), разрушив при этом 6 легковых и опрокинув 1 грузовой автомобиль, которые в это время находились на мосту, а также оторвал кусок покрытия длиной 12,5 метров и 29,5 метров перил моста, после чего врезался в лёд реки Потомак, проломил его и ушёл под воду. В катастрофе погибли 74 человека — 4 члена экипажа (оба пилота и стюардессы Адамс и Николс) и 70 пассажиров (включая 3 младенцев), выжили 5 человек — 1 член экипажа (стюардесса Данкан) и 4 пассажира; также на мосту погибли 4 человека и ещё 4 получили ранения. Всего в катастрофе погибли 78 человек.

### Спасательная операция
Пятеро выживших человек оказались в ледяной воде, они держались за обломки хвостовой части лайнера. Примерно в 16:20 прибыл полицейский вертолёт Bell 206L-1 LongRanger II (бортовой номер N22PP, серийный 45287, имя Eagle 1). На его борту были 2 человека — пилот Дональд У. Ашер (англ. Donald W. Usher) и парамедик Мелвин Е. Уиндсор (англ. Melvin E. Windsor).
Спасательная операция продолжалась 15 минут, были спасены все 5 человек — стюардесса Келли Данкан (англ. Kelly Duncan) и пассажиры Берт Гамильтон (англ. Bert Hamilton), Джозеф «Джо» Стайли (англ. Joseph «Joe» Stiley), Патрисия «Никки» Фелч (англ. Patricia «Nikki» Felch) и Присцилла Тирадо (англ. Priscilla Tirado), потерявшая в этой катастрофе мужа Хосе (исп. José Tirado-Del-Moral) и маленького сына Джейсона (англ. Jason Tirado). Также в спасательной операции принял участие очевидец Мартин Л. «Ленни» Скатник III (англ. Martin L. «Lenny» Skutnik III), прыгнувший в воду и спасший Присциллу Тирадо.
Непосредственно в катастрофе выжил ещё один пассажир (Арланд Д. Уильямс-младший (англ. Arland D. Williams, Jr.)), но он утонул, пытаясь помочь остальным выжившим.

## Расследование
Расследование причин катастрофы рейса QH90 проводили следователи Национального совета по безопасности на транспорте (NTSB).
После недельных поисков со дна реки Потомак достали оба бортовых самописца. Определить причину катастрофы не составило особого труда — обледенение крыльев, произошедшее во время вынужденной задержки в аэропорту Вашингтона. Пилоты не посчитали нужным обработать самолёт этиленгликолем непосредственно перед взлетом, и обледеневшие крылья просто отказались держать самолёт в воздухе. Также обледенели датчики полного давления, что привело к завышению показаний приборов в кабине экипажа, определяющих степень повышения давления в двигателях. Поэтому командир экипажа, ориентируясь именно на этот прибор и не принимая во внимание показания приборов контроля двигателей, фактически установил перед взлетом тягу обоих двигателей с дефицитом на 25-30% от необходимого.
Также комиссия NTSB отметила, что действия пилотов после отрыва самолёта от ВПП нельзя признать удовлетворительными. Приняв правильное решение фиксировать угол тангажа самолёта, экипаж своевременно не увеличил тягу двигателей, чтобы повысить скорость полёта и предотвратить столкновение с мостом. Эксперты отметили, что КВС не прекратил взлёт на ранней стадии разбега, когда второй пилот обратил внимание на странные показания контрольных приборов.
В качестве возможных причин катастрофы были приведены следующие:
- Экипаж не использовал ПОС двигателей на земле и в процессе выруливания.
- Экипаж принял решение выполнять взлёт при наличии снега и льда на аэродинамических поверхностях.
- Командир экипажа не прервал взлёт на ранней стадии, когда второй пилот обратил его внимание на аномальные показания приборов, контролирующих работу двигателей.

Среди способствующих катастрофе факторов:
- Продолжительная задержка самолёта на земле с момента удаления льда и снега до того, как получено разрешение органа УВД выполнять взлет, причём в течение всего этого времени продолжал идти снег.
- Известная особенность летных характеристик Boeing 737 — тенденция к самопроизвольному кабрированию, когда на передней кромке крыла имеется даже небольшое количество снега или льда.
- Ограниченный опыт летного экипажа по выполнению полётов на реактивных самолётах в зимних условиях.

В рекомендациях NTSB обращалось внимание на то, что по аналогичным причинам уже случилось несколько летных происшествий. Кроме того, комитет считал, что «командир не обладал опытом выполнения полётов в различных сезонных погодных условиях; он приобретается обычно в период работы в качестве второго пилота, поскольку вследствие быстрого роста объема перевозок с 1977 по 1981 год перевод пилотов в более высокие категории осуществлялся быстрее, чем совершенствовались регламентирующие установки». Кроме того, командиру инкриминировали несоблюдение процедур (особенно во время взлётов и посадок), неудовлетворительные предполётные проверки и несоблюдение схем выполнения полёта.
Опытные диспетчеры заметили бы, что самолёт явно не успевает развить необходимую скорость, чтобы совершить нормальный взлет. В таких случаях профессиональные диспетчеры обычно передавали экипажу приказ немедленно прекратить взлёт и самолёт успевал затормозить у самого конца взлетной полосы.
Окончательный отчёт расследования NTSB был опубликован 10 августа 1982 года.

## Культурные аспекты
- Катастрофа рейса 090 Air Florida показана в двух документальных сериалах от телеканала «National Geographic Channel» — Секунды до катастрофы (серия Авиакатастрофа в Вашингтоне) и Расследования авиакатастроф (серия Трагедия на Потомаке).
- Также она показана в американском документальном телесериале от «MSNBC» Почему разбиваются самолёты[англ.] (англ. Why Planes Crash) в серии Дыхание смерти (англ. Brush With Death).
- Катастрофа рейса 090 упоминается в книге И. А. Муромова «100 великих авиакатастроф» в главе «Боинг-737» врезался в мост через реку Потомак.

### Комментарии
1. ↑  Здесь и далее указано Североамериканское восточное время — EST
2. ↑  По договорённости обслуживание самолётов Air Florida, Inc. производилось авиакомпанией American Airlines
3. ↑  Palm 90 (Palm Ninety) — позывной рейса 090 Air Florida